# Witold Taszycki
Witold Taszycki (ur. 20 czerwca 1898 w Zagórzanach, zm. 8 sierpnia 1979 w Krakowie) – polski historyk języka polskiego, badacz onomastyki i dialektologii historycznej. 

## Życiorys
Urodził się 20 czerwca 1898 w Zagórzanach, woj. krakowskim, w rodzinie Bolesława (1864–1932) i Jadwigi z Butrymowiczów (1965–1943). W 1917 ukończył gimnazjum klasyczne w Krakowie. Studiował filologię polską i słowiańską na Uniwersytecie Jagiellońskim (UJ) (1917–1921). Wśród jego wykładowców byli Jan Michał Rozwadowski, Jan Łoś i Kazimierz Nitsch. Studiował również na uniwersytetach w Sofii i Pradze. W 1922 obronił doktorat na UJ i został asystentem w Katedrze Językoznawstwa Indoeuropejskiego. Tematem jego rozprawy doktorskiej były Imiesłowy czynne teraźniejszy i przeszły I w języku polskim, a promotorem Jan Łoś. W 1925 habilitował się na UJ na podstawie rozprawy Najdawniejsze polskie imiona osobowe. W 1926 studiował w Pradze. W 1928 przeniósł się na Uniwersytet Stefana Batorego, a w latach 1929–1941 oraz w 1944 był profesorem Uniwersytetu Jana Kazimierza we Lwowie. W październiku 1936 otrzymał tytuł profesora zwyczajnego języka polskiego Uniwersytetu Jana Kazimierza we Lwowie. W czasie okupacji niemieckiej prowadził tajne nauczanie uniwersyteckie we Lwowie, oficjalnie pracując jako nauczyciel w szkołach zawodowych: handlowej i zegarmistrzowskiej.
Był redaktorem serii Rozprawy z Onomastyki Słowiańskiej oraz szeregu czasopism i słowników. Był między innymi współautorem – wraz ze Stanisławem Jodłowskim – Zasad pisowni polskiej i interpunkcji ze słownikiem ortograficznym, edytorem wielu zabytków literatury staropolskiej: Psałterza floriańskiego, Najdawniejszych zabytków języka polskiego i Krótkiej rozprawy między trzema osobami: Panem, Wójtem i Plebanem Mikołaja Reja.

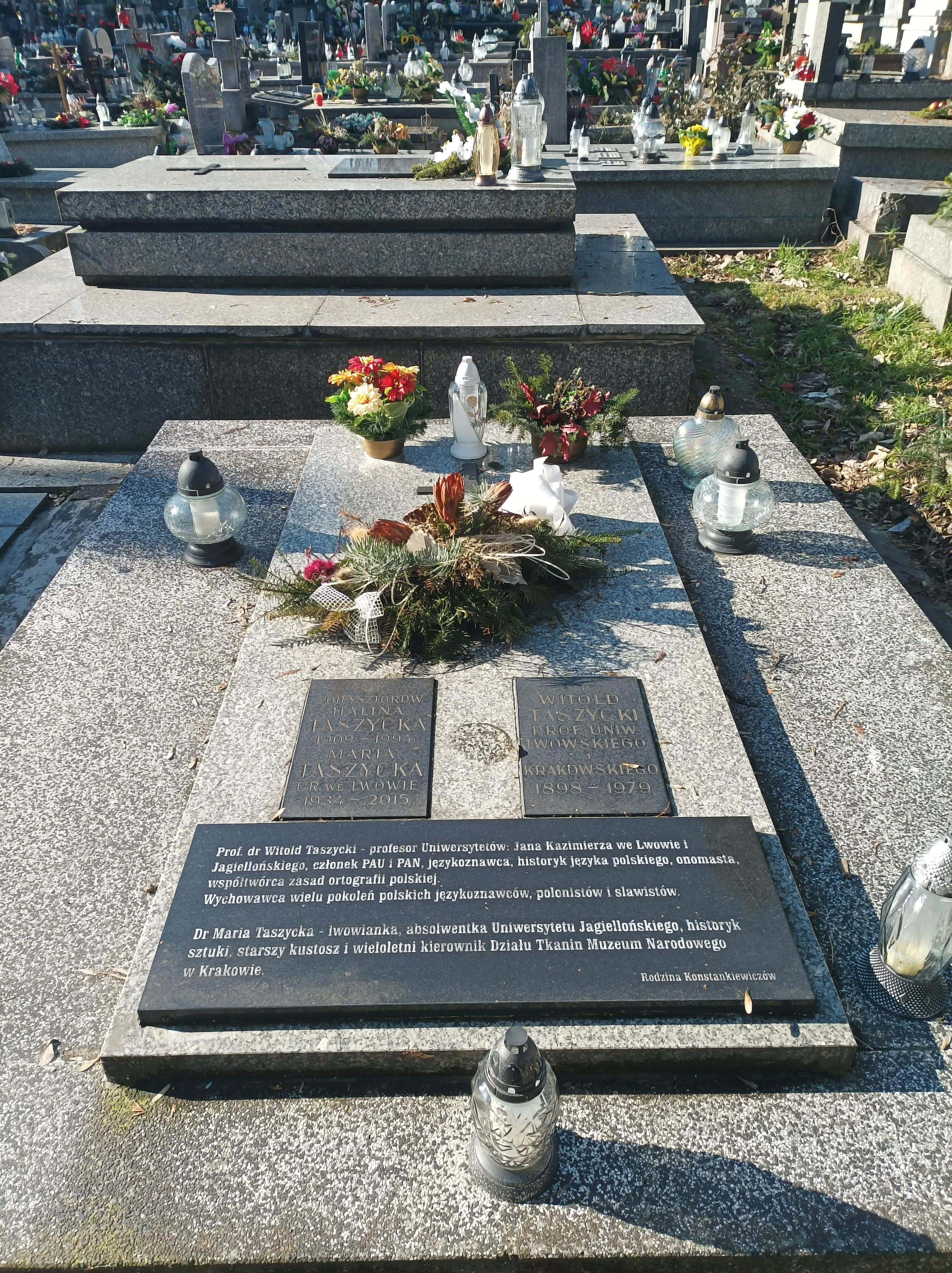
Grób prof. Witolda Taszyckiego na cmentarzu Salwatorskim w Krakowie

W latach 1945–1946 współorganizował slawistykę i polonistykę na Uniwersytecie im. Mikołaja Kopernika w Toruniu i na Uniwersytecie Wrocławskim, od 1946 profesor Uniwersytetu Jagiellońskiego.
Od 1939 był członkiem PAU, od 1946 uczestniczył w pracach Komisji Ustalania Nazw Miejscowości, kierownik referatu łużyckiego Komitetu Słowiańskiego, w 1956 został członkiem rzeczywistym PAN. 5 października 1977 uzyskał doktorat honoris causa Uniwersytetu Śląskiego.
1 lutego 1930 zawarł związek małżeński z Haliną z Gieysztorów (1909–1994). Jego córką była Maria Dobrosława Taszycka (1934–2015) – znawczyni zabytków tkanin polskich, pracownik Muzeum Narodowego w Krakowie.
Zmarł 8 sierpnia 1979 w Krakowie. Pochowany razem z żoną i córką na cmentarzu Salwatorskim (sektor SC9-B-2).

## Ordery i odznaczenia
- Order Sztandaru Pracy I klasy (1962)[6]
- Krzyż Komandorski Orderu Odrodzenia Polski (19 lipca 1954)[7]
- Medal 10-lecia Polski Ludowej (15 stycznia 1955)[8]
- Medal Komisji Edukacji Narodowej[9]
- Odznaka Zasłużony Nauczyciel PRL[10]
- Medal „Merentibus” (Uniwersytet Jagielloński)[9]
- Złota Odznaka „Za Pracę Społeczną dla Miasta Krakowa”[9]

## Wybrane publikacje
- Polskie nazwy osobowe (1924)
- Najdawniejsze polskie imiona osobowe (1926)
- Najdawniejsze zabytki języka polskiego (1927)
- Językoznawstwo polskie w latach 1915–1930 (1931)
- Językoznawstwo polskie w latach 1915–1930. Cz. 2. Onomastyka (1932)
- Apostołowie słowian św. Cyryl i Metody (1933)
- Nasza mowa ojczysta (1933)
- Dwie nazwy rzeczne Nary i Pełry: kilka uwag o dawnych tematach na -ū-  (1934)
- Gwary ludu polskiego (1934)
- Zasady pisowni polskiej i interpunkcji ze słownikiem ortograficznym (wraz ze Stanisławem Jodłowskim) (1936)
- Działalność naukowa Stanisława Szobera (1879–1938) (1938)
- Dwa rozdziały z historycznej dialektologii polskiej. 1, Przejście połączenia tart → tert. 2, Przyrostki -k, -c i formy podobne (1947)
- Patronimiczne nazwy miejscowe na Mazowszu (1947)
- Dawność t. zw. mazurzenia w języku polskim (1948)
- Jak kobieta w niewiastę się przeobraziła (1948)
- Nazwy wrocławskich dzielnic i przedmieści (1948)
- Południowo-zachodnia granica mazurzenia i przejścia -ch → -k  (1950)
- Dotychczasowy stan badań nad pobytem drużyn germańskich na ziemiach polskich w świetle toponomastyki (1951)
- Język ludowy w „Krakowiakach i Góralach” W. Bogusławskiego (1951)
- Geneza polskiego języka literackiego w świetle faktów historyczno-językowych (1951)
- Kultura językowa polskiego Renesansu (1953)
- Onomastyka (1958)
- Odmiana rzeczowników typu: sędzia, sędziego... w perspektywie historycznej (1964)
- Historia języka polskiego (1965)
- Onomastyka i historia języka polskiego (1968)